# Kateryna Serdyuk (ski de fond)
à ne pas confondre avec l'archère Kateryna Serdiouk
Kateryna Volodymyrivna Serdyuk (en ukrainien : Катерина Володимирівна Сердюк), née Tsesselskaya le 16 septembre 1989 à Kharkiv, est une fondeuse et biathlète ukrainienne. 

## Biographie
Serdyuk dispute ses premières compétitions officielles en 2006, puis le Festival olympique de la jeunesse européenne en 2007, terminant neuvième du cinq kilomètres, puis les Championnats du monde junior en 2007, 2008 et 2009, obtenant comme meilleur résultat une 17e place au cinq kilomètres en 2009.
Elle fait ses débuts dans la Coupe du monde en novembre 2008 et compte 14 départs dans cette compétition.
Son plus grand succès international date de 2013 et de l'Universiade, où elle remporte la médaille d'or sur le relais.
Elle a participé aux Jeux olympiques d'hiver en 2014 à Sotchi, prenant d'abord la 44e en sprint. Serdyuk devait aussi disputer le sprint par équipes avec Marina Lisogor, mais une blessure au dos l'empêche de se présenter au départ selon son comité olympique. 
Sa première et seule sélection en championnat du monde a lieu en 2015 à Falun, se classant notamment  38e du sprint classique, soit son meilleur résultat individuel, ou encore onzième avec le relais. Elle termine sa carrière en 2018, année où elle remporte sa seule course dans une coupe continentale, la Coupe slave.
Entre 2010 et 2013, elle court eu niveau international en biathlon, courant essentiellement dans l'IBU Cup, où son meilleur résultat est 14e et une fois en Coupe du monde, en mars 2012 à Holmenkollen (65e). Elle abandonne ce sport car le tir la handicape et a plus de chance de participer aux Jeux olympiques en ski de fond. Tout de même, c'est ainsi qu'elle rencontre le biathlète Mikhail Serdyuk, qui devient son partenaire.

## Palmarès

### Jeux olympiques d'hiver
| Épreuve / Édition | Sprint | Sprint                           | 10 km                            | 10 km     | Skiathlon 2 × 7,5 km | 30 km | Relais | Relais   |
| Épreuve / Édition | libre  | classique                        | libre                            | classique | Skiathlon 2 × 7,5 km | 30 km | Sprint | 4 × 5 km |
| JO 2014 Sotchi    | 44e    | Épreuve inexistante à cette date | Épreuve inexistante à cette date | -         | -                    | -     | DNS    | -        |

Légende :
- : pas d'épreuve
- — :  Épreuve non disputée par Serdyuk
- DNS : inscrite, mais pas au départ

### Championnats du monde
| Épreuve / Édition   | Sprint                           | Sprint    | 10 km | 10 km                            | Skiathlon 2 × 7,5 km | 30 km | Relais | Relais   |
| Épreuve / Édition   | libre                            | classique | libre | classique                        | Skiathlon 2 × 7,5 km | 30 km | Sprint | 4 × 5 km |
| Mondiaux 2015 Falun | Épreuve inexistante à cette date | 38e       | 56e   | Épreuve inexistante à cette date | -                    | -     | 14e    | 11e      |

### Universiades
- Médaille d'or sur le relais en 2013 au Trentin.

### Championnats du monde de rollerski
- Bad Peterstal 2013 :
  -  Médaille de bronze sur le sprint par équipes.